# Listă de filme rusești din 2016
Aceasta este o listă de filme produse în Rusia în 2016:
| Titlul în engleză     | Titlul în rusă              | Regizor                      | Gen                                                                                      | Note |
| --------------------- | --------------------------- | ---------------------------- | ---------------------------------------------------------------------------------------- | --- |
| Viking                | Викинг                      | Andrei Kravchuk              | film epic, istoric, dramatic                                                             | |
| Zaschitniki           | Защитники                   | Sarik Andreasyan             | film cu supereroi, neo-noir                                                              | Cu Anton Pampuchniy, Sanzhar Madiev, Sebastian Sisak-Grigoryan, Alina Lanina, Valeria Shkirando și Stanislav Shirin. |
| Hardcore              | Хардкор                     | Ilya Naishuller              | film SF                                                                                  | producător executiv : Timur Bekmambetov. Cu Sharlto Copley și Danila Kozlovsky                                       |
| The Decorator         | Декоратор                   | Anton Bormatov               | thriller, istoric, dramatic                                                              | |
| Status: Free          | Статус: Свободен            | Pavel Ruminov                | romantic, dramatic                                                                       | |
| Sheep and Wolves      |                             | Andrey Galat                 | Wizart Animation                                                                         | Dată lansare incertă.                                                                                                |
| 28 Panfilov's Men     | Двадцать восемь панфиловцев | Kim Druzhinin Andrei Shalopa | Despre Bătălia Moscovei Website oficial Arhivat în 4 octombrie 2017, la Wayback Machine. | |
| Ekipazh               | Экипаж                      | Nikolay Lebedev              | film cu dezastre, primul IMAX realizat în Rusia                                          | |
| Mathilda              | Матильда                    | Alexey Uchitel               | istoric, dramatic                                                                        | |
| Adalbert Ox           | Адальберт Окс               | Vyacheslav Rudenko           | istoric, dramatic                                                                        | |
| Bogatyr               | Богатырь                    | Yekaterina Grokhovsakaya     | fantezie întunecată                                                                      | Cu Mikhail Shivlyakov                                                                                                |
| Eight Best Dates      | 8 лучших свиданий           | Marius Weisberg              | comedie romantică                                                                        | |
| The Galaxy Goalkeeper | Вратарь Галактики           | Dzhanik Fayziev              | film SF                                                                                  | |
| Age of the Pioneers   | Время первых                | Yuri Bykov                   | dramatic                                                                                 | cu Evgeny Mironov și Konstantin Khabensky; produs de Timur Bekmambetov, distribut de Bazelevs Distribution           |